# Nachtblut
Nachtblut (рус. Нахтблут, с нем. — «ночная кровь») немецкая дарк-метал группа, основанная в Оснабрюке в 2005 году. Они подписали контракт с Napalm Records на выпуск своего третьего альбома. В 2013 году они выступили на Wacken Open Air и Summer Breeze Open Air. В 2013 году они выступили на фестивале Wave-Gotik-Treffen в Лейпциге. В 2019 году группа впервые выступила в Москве и Санкт-Петербурге 27 и 28 сентября соответственно. На сегодняшний день Nachtblut выпустили шесть студийных альбомов.

## Состав

### Текущие участники[1]
- Skoll — ударные (2005-настоящее время)
- Greif — гитара (2005-настоящее время)
- Askeroth — вокал (2005-настоящее время)
- Ablaz — бас-гитара (2016-настоящее время)

### Бывшие участники
- Aeshkalia — клавишные
- Sacerdos — бас-гитара, бэк вокал (?-2012)
- Lymania — клавишные (2006—2015)
- Trym — бас-гитара (2012—2016)
- Amelie — клавишные (2016)

## Дискография
- Das Erste Abendmahl (самиздат, 2007)
- Antik (самиздат, в 2011 переиздан Napalm Records с бонусным материалом, 2009)
- Dogma (Napalm Records, 2012)
- Chimonas (Napalm Records, 2014)
- Apostasie (Napalm Records, 2017)
- Vanitas (Napalm Records, 2020)

## Клипы
- 2011: Antik
- 2012: Ich trinke Blut
- 2014: Wie Gott sein
- 2014: Wien 1683 (Lyric-Video)
- 2016: Kalt wie Grab
- 2017: Amok (Lyric-Video)
- 2017: Lied Für die Götter
- 2017: Multikulturell
- 2020: Das Puppenhaus
- 2020: Leierkinder
- 2020: Meine Grausamkeit kennt keine Grenzen
- 2020: Die Toten vergessen nicht (Lyric-Video)